# Grande Lauzière
Pour les articles homonymes, voir Lauzière.
Ne doit pas être confondu avec Grand pic de la Lauzière.
La Grande Lauzière est un sommet situé dans la chaîne de Belledonne, à 2 741 mètres d'altitude, dans le département de l'Isère.